# Text box

Animazione che mostra la scrittura in una casella di testo

In informatica una casella di testo o text box (oppure campo di testo o area di testo) è un controllo grafico (widget) che permette all'utente di inserire o modificare informazioni testuali che verranno utilizzate dal programma.
È rappresentata con un rettangolo (di qualsiasi dimensione), separato dal resto dell'interfaccia tramite dei bordi. Solitamente viene anche mostrata una linea verticale lampeggiante, detta cursore, che indica dove verranno inseriti i caratteri digitati. Prevedono l'inserimento sia di una singola linea che di linee di testo multiple; se il testo eccede la dimensione dell'oggetto sono anche supportate le barre di scorrimento.

## Altre funzionalità
Alcune implementazioni prevedono una o più delle seguenti funzionalità.
- Auto uscita: dopo l'inserimento di un predefinito numero di caratteri, il "fuoco" si muove automaticamente all'oggetto successivo.
- Caratteri nascosti: se il campo prevede dati sensibili, i caratteri inseriti vengono "mascherati" con degli altri caratteri quali ad esempio il punto mediano o l'asterisco.
- Evidenziazione della sintassi: gli errori di sintassi vengono evidenziati.
- Testo non modificabile: il testo viene solo mostrato, è solitamente possibile effettuare la copia del contenuto.